# Oskar Alexander

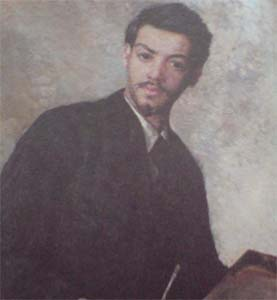
Selbstporträt

Arthur Oskar Alexander (* 20. Februar 1876 in Agram, Österreich-Ungarn; † 16. April 1953 in Samobor bei Zagreb, Sozialistische Föderative Republik Jugoslawien) war ein Porträt- und Genremaler.

## Leben
Oskar Alexander studierte 1892/93 bei Bauer in Zagreb, 1893/94 an der Wiener Kunstakademie, 1894–96 an der Académie Julian in Paris und 1898–99 nochmals an der Wiener Akademie bei Franz Matsch und Franz Rumpler. Anschließend lebte er bis 1905 in Paris, danach wurde er in Wien sesshaft.
1897 war er in Zagreb Mitbegründer und Mitglied der „Gesellschaft kroatischer Künstler“. 1905 war er erstmals im Hagenbund vertreten, von 1908 bis 1931 war er Mitglied des Hagenbundes.

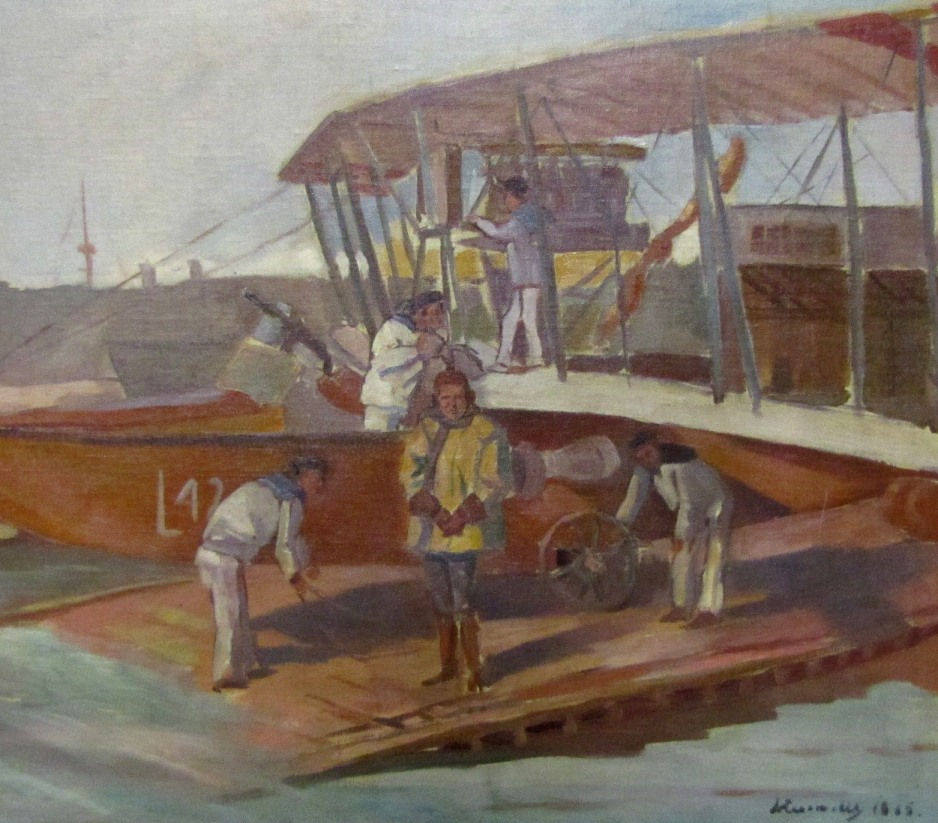
Start des Seeflugzeuges L42 im Hafen von Triest (HGM).

Ab 1915 diente Alexander als Kriegsmaler in der Kunstgruppe des k.u.k. Kriegspressequartiers und befand sich auf längeren Frontaufhalten in Belgrad und Triest; im Herbst 1916 auf dem russischen Kriegsschauplatz und in den letzten beiden Kriegsjahren an der Isonzofront. Dort porträtierte er vor allem Marineflieger. Als Mitglied der Jury bei Kriegsbilderausstellungen konnte er auch seine eigenen Werke regelmäßig der Öffentlichkeit zugänglich machen. Im Mai 1937 veranstaltete er im Wiener Burggarten eine Kollektivausstellung, die sämtliche seiner Fliegergemälde aus dem Ersten Weltkrieg enthielt.
In der Zwischenkriegszeit lebte Alexander als königlich-ungarischer Professor in Wien. Aufgrund seiner jüdischen Herkunft während der NS-Zeit verfolgt, verließ er Wien 1938, kehrte nach Jugoslawien zurück und ließ sich in Samobor nieder. 
Er malte vor allem impressionistische Landschaften, Porträts und Figurenbilder. Alexander porträtierte unter anderem Èmile Zola, Oscar Wilde, Engelbert Dollfuss und Josip Broz Tito.

## Ausstellungen und Werke in Museen
Er stellte 1900 bei der Weltausstellung in Paris aus, Einzelausstellungen u. a. 1937 im Glaspalast des Wiener Burggartens (Fliegerbilder und andere Werke), 1944 in Zagreb, 1946 in Samobor. Werke von ihm befinden sich im Belvedere, Heeresgeschichtlichen Museum Wien, in der Modernen Galerie Zagreb und im Städtischen Museum Zagreb.  1998 wurden Werke im Umjetnicki Paviljon in Zagreb gezeigt.

## Werke (Auswahl)
- Porträt Feldpilot Rudolf Stanger, 1915, Öl auf Leinwand, 85 × 61 cm (Heeresgeschichtliches Museum Wien)
- Start des Seeflugzeuges L42 vom Hafen von Triest, 1915, Öl auf Leinwand, 65,5 × 89 cm (Heeresgeschichtliches Museum Wien)
- Feldpilot vor dem Seeflugzeug L42, 1915, Öl auf Leinwand, 103 × 80 cm (Heeresgeschichtliches Museum Wien)
- Porträt Linienschiffsleutnant Gustav Klasing, 1915, Öl auf Leinwand, 90 × 66 cm (Heeresgeschichtliches Museum Wien)
- Porträt Linienschiffsleutnant Franz Mikuleczky, 1915, Öl auf Leinwand, 132,5 × 80 cm (Heeresgeschichtliches Museum Wien)
- Porträt Feldpilot Hauptmann Ferdinand Ritter Cavallar von Grabensprung, 1916, Öl auf Leinwand, 87 × 57,5 cm (Heeresgeschichtliches Museum Wien)
- Porträt Feldpilot Hauptmann Matthias Bernath, 1916, Öl auf Leinwand, 84 × 58,5 cm (Heeresgeschichtliches Museum Wien)
- Abgeschossenes französisches Flugzeug, 1916, Bleistift und Farbkreiden auf Papier, 34,4 × 46,5 cm (Heeresgeschichtliches Museum Wien)